# عر (موريتانيا)
عر هي بلدة ريفيّة موريتانية تقع في مقاطعة ومبو في منطقة كيدي ماغا في جنوب موريتانيا.

## الموقع
تقع بلدة عر في غرب ممنطقة كيدي ماغا الواقعة في جنوب موريتانيا، وتبلغ مساحتها 853 كيلومتر مربع، ويحدها من الشمال بلدية أجار، ومن الشرق بلدية اتاشوط وبلدية حاسي شكار، ومن الجنوب بلدية كوري وبلدية ومبو، بينما يحدها من الغرب بلدية تولل وبلدة فرع ليتامى.

## السكان
شهدت بلدة عر نموًّا سكانيًّا ملحوظًا خلال القرن الحادي والعشرين، حيث ارتفع عدد سكان البلدة من 12232 نسمة في عام 2000، إلى 17085 نسمة في عام 2013 بمُعدل نمو سنوي بلغ 2.7٪ على مدى 13 عامًا.

## التاريخ
تأسست بلدة عر بموجب المرسوم الصادر في 20 أكتوبر عام 1987 بشأن تأسيس البلديات الموريتانية. ويشغل مامادو فودي كوناتي منصب رئيس بلدية عر في الوقت الحالي.

## التقسيم الإداري
اعتمدت الحكومة الموريتانية في 8 سبتمبر عام 2021 مشروع مرسوم أدى إلى إنشاء ست مغاطفات جديدة في جميع أنحاء البلاد، والتي كان من بينها مقاطعة ومبو. ونتيجة لهذا المرسوم فقد أصبحت منطقة ومبو التي كانت تابعة في السابق لمقاطعة سيليبابي مقاطعة قائمة يذاتها، وتتألف من ثلاث بلديات، هي بلدية أجار، وبلدية عر، وبلدية ومبو، والتي تمثل عاصمة المقاطعة. حظى إنشاء هذه المقاطعة بتقدير كبير من جانب السكان والإدارات المحلية. وقد شغل مامادو فودي كوناتي منصب رئيس بلدية عر لولايتين متتاليتين بدءًا من عام 2013 وحتى عام 2018 ثم من عام 2018 إلى عام 2023.

## الاقتصاد
تُشكل الزراعة النشاط الاقتصادي الرئيسي لسكان بلدة عر مثلهم في ذلك مثل سكان جميع البلدات الموريتانية الموجودة في المنطقة تقريبًا. ومع ذلك فلا يزال اقتصاد البلدة متواضعًا وهش بسبب ما يواجهه من عقبات تُعرقل محاولات تنميته، ولا سيما الظروف المناخية أو قلة الإمكانيات المتوفرة للمزارعين. وفي سبيل للتغلب على هذه المعوقات، قامت الحكومة الموريتانية بالتعاون مع المنظمات غير الحكومية المختلفة لتمويل عدد من المشاريع التي تُساعد على تحسين الظروف المعيشية لسكان البلدة.

## الأزمات

### أزمة الغذاء
واجهت منطقة كيدي ماغا عددًا من أزمات الغذاء والمجاعات المتكررة، فعلى الرغم من المساحات الزراعية الشاسعة في هذه المنطقة، وجد السكان صعوبة في تغطية احتياجاتهم الأساسية من الغذاء بعدما تضررت أراضيهم الزراعيّة بشدة من جراء تعرضها للصدمات المناخية والكوارث الطبيعية والصراعات. وفي سبيل مواجهة أزمات الغذاء المتكررة، تضافرت جهود بلديات أجار وعر وولد أمبني لبدء اتخاذ إجراءات مستدامة لمكافحة انعدام الأمن الغذائي. وفي بداية عام 2013، تمكنوا من التواصل مع منظمة غريت، وهي منظمة غير حكومية تعني بمحاربة الفقر وعدم المساواة في العالم، من أجل تطوير برنامج لتحسين الأمن الغذائي والتغذوي لسكان المنطقة. وفي 1 أبريل 2014 استطاعت الحكومات البلدية بالمنطقة إطلاق مشروع التعاونيات الزراعية بالتعاون مع جمعية أغيرا بي سي دي، وهي جمعية فرنسية تهتم بتقديم الدعم للتعاونيات الزراعية، وقد دعمت من قبل عددًا من التعاونيات الزراعية في منطقة كيدي ماغا. استغرق تنفيذ هذا المشروع ثلاث سنوات بميزانية بلغت 1500000 يورو.

### المُساعدات الإنسانية
قدم صندوق هيئة الأمم المتحدة للسكان في ديسمبر عام 2020 التبرعات والمواد الإغاثية لبلدة عر وست بلدات أخرى في المنطقة في أعقاب الفيضانات الشديدة التي تعرضت لها خلال موسم الأمطار لعام 2020، تضمنت مواد المُساعدات مجموعات من الحصير والبطانيات والحقائب التي تحتوي على أمتعة شخصية مخصصة للنساء، وتم توزيعها على سكان البلدية.